# Конклав 1605 года (май)
Конклав мая 1605 года был созван после смерти Папы Льва XI и проходил с 8 по 16 мая 1605 года. Кардинал Камилло Боргезе был избран преемником Льва XI на папском престоле. Боргезе принял имя Павел V. Это был второй конклав 1605 года: тот, на котором был избран Лев XI, завершился всего 37 днями ранее. На нём был зарегистрирован единственный случай травмы на конклаве, который стал результатом драки между кардиналами по поводу того, кто должен быть избран Папой.

## Предыстория

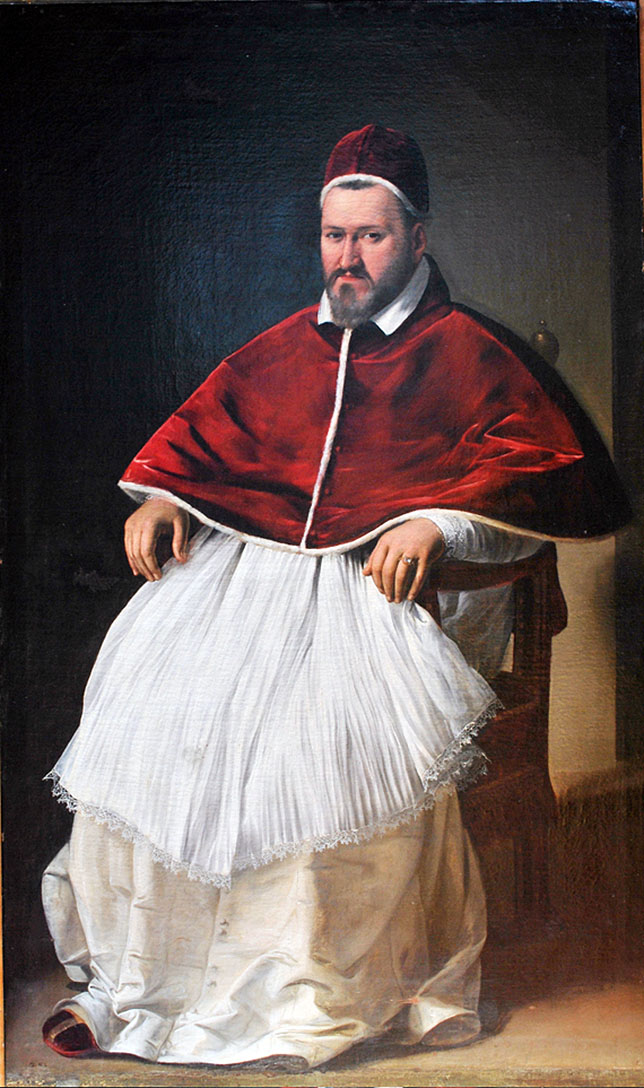
Папа Павел V

Папа Климент VIII скончался в марте 1605 года. 60 кардиналов-выборщиков, собравшихся на конклав для избрания его преемника, разделились на фракции, примерно поровну разделившихся на лояльных Франции и Испании. Помимо светской политики, которая оказывала на них влияние, папские выборы в этот период были отмечены стратегией элитных семей, которые хотели обрести престиж и власть. Эти стратегии часто реализовывались на протяжении нескольких поколений через покровительство и накопление богатства, и ожидалось, что члены семьи будут одарены благосклонностью после избрания человека на папский престол.
Источники, относящиеся к периоду мартовского конклава 1605 года, перечисляют до двадцати одного возможного кандидата, рассмотренного кардиналами, но серьёзно обсуждались на конклаве только Цезарь Бароний и Алессандро Оттавиано Медичи. На том конклаве Испания наложила вето на Чезаре Барония после первого тура голосования. На Медичи, кандидата, который в конечном итоге был избран, также наложил вето кардинал, представлявший Испанию, но это произошло после выборов Льва XI, и кардиналы не сочли это вето законным.. На мартовском конклаве враждующие фракции Альдобрандини и Монтальто не смогли избрать на папский престол представителя ни одной из своих семей; в конечном итоге обе стороны согласились избрать Льва XI, представителя младшей ветви дома Медичи..
На момент избрания Льву XI было 70 лет, и, хотя до этого он был в добром здравии, в день коронации он заболел. Он скончался 27 апреля 1605 года, через 26 дней после своего избрания на папский престол. Во время его болезни Льва XI уговаривали назначить кардиналом своего племянника, но он отказался это сделать.

## Конклав
Помимо Льва XI, скончался ещё один кардинал, в результате чего число кардиналов-выборщиков на майском конклаве сократилось до 59. В начале конклава Алессандро Перетти ди Монтальто поддержал Антонио Саули. Значительное число выборщиков, лояльных Пьетро Альдобрандини, племяннику Папы Климента VIII, были готовы поддержать Саули. Однако Альдобрандини выступил против избрания Саули из-за его предыдущего несогласия с избранием Климента VIII, и смог помешать Саули набрать две трети голосов, необходимых для избрания.
Альдобрандини предложил поддержать Роберта Беллармина на папский престол, но Беллармин заявил, что «не поднимет ни соломинки» ради собственного избрания. Ансельмо Марцато выступал против Беллармина и смог подорвать его кандидатуру, поскольку занял весьма публичную позицию по спору вокруг «De Auxilliis». В конечном итоге Испания наложила вето на кандидатуру Беллармина, что положило конец его выдвижению. Альдобрандини также выступал за избрание Доменико Тоски, зайдя так далеко, что собрал 38 выборщиков, чтобы привести его в капеллу Паолина для провозглашения Папой. Однако Цезарь Бароний был против избрания Тоски и выступил против него, в результате чего его друзья стали настаивать на избрании Барония папой. Томас Гоббс позднее сообщал, что противодействие Барония Тоски было основано на частом использовании Тоски слова «cazzo», на ломбардском сленге обозначающего пенис, и что он призвал кардиналов не избирать Тоски из-за этого. Это привело к физическому столкновению между двумя сторонами, звуки которого были слышны на улицах за пределами конклава. В результате драки произошел единственный известный случай получения серьезной травмы на конклаве: у Альфонсо Висконти было сломано несколько костей.

## Избрание Папы Павла V
После этого срыва было проведено голосование, и стало ясно, что Тоски не хватает поддержки, необходимой для избрания, с разницей в два голоса. Лидеры конкурирующих фракций встретились, чтобы выбрать компромиссного кандидата, и в тот же день Камилло Боргезе был единогласно избран Папой. Боргезе был среди папабилей на конклаве, избравшем Льва XI, но в то время считался слишком молодым, чтобы стать Папой. На майском конклаве выборщикам стало ясно, что он будет единственным кандидатом, приемлемым для всех фракций, и он был избран в качестве компромиссного кандидата, взяв имя Павел V.
Будучи кардиналом, Павел V ранее сохранял нейтралитет по отношению к великим державам — Испании и Франции, которые доминировали на предыдущем конклаве и присутствовали также на нынешнем. Хотя он был папским нунцием в Испании и получал от неё пенсию, в качестве кардинала он был в основном не слишком заметен и воспринимался как нейтральный человек. В 54 года Павел V был относительно молод на момент своего избрания, и предполагалось, что его понтификат продлится долго, не требуя в скором времени третьего конклава. Он прожил до 1621 года, правя почти 16 лет.